# Peetz
Peetz és una població dels Estats Units a l'estat de Colorado. Segons el cens del 2000 tenia 227 habitants.

## Demografia
Segons el cens del 2000, Peetz tenia 227 habitants, 90 habitatges, i 63 famílies. La densitat de població era de 461,3 habitants per km².
Dels 90 habitatges en un 31,1% hi vivien nens de menys de 18 anys, en un 54,4% hi vivien parelles casades, en un 8,9% dones solteres, i en un 30% no eren unitats familiars. En el 25,6% dels habitatges hi vivien persones soles el 10% de les quals corresponia a persones de 65 anys o més que vivien soles. El nombre mitjà de persones vivint en cada habitatge era de 2,52 i el nombre mitjà de persones que vivien en cada família era de 3,06.
Per edats la població es repartia de la següent manera: un 30,4% tenia menys de 18 anys, un 4,8% entre 18 i 24, un 26,4% entre 25 i 44, un 18,5% de 45 a 60 i un 19,8% 65 anys o més.
L'edat mediana era de 37 anys. Per cada 100 dones de 18 o més anys hi havia 102,6 homes.
La renda mediana per habitatge era de 42.083 $ i la renda mediana per família de 47.614 $. Els homes tenien una renda mediana de 31.875 $ mentre que les dones 21.667 $. La renda per capita de la població era de 19.172 $. Entorn del 4,5% de les famílies i el 7,3% de la població estaven per davall del llindar de pobresa.

## Poblacions més properes
El següent diagrama mostra les poblacions més properes.